# Бранка Пујић
Бранка Пујић Јовановић (Београд, 6. новембар 1963) српска је филмска, позоришна и телевизијска глумица и професорка на катедри за глуму ФДУ. Муж јој је познати глумац Драган Јовановић, њихова ћерка Анђела Јовановић је такође глумица.

## Биографија
Дипломирала је глуму на Факултету драмских уметности у Београду 1991. године. Магистрирала је из области Театрологије. За доцента је изабрана 2003. године, ванреденог професора 2011. године, а данас је редовни професор.
Усавршавала се, поред Београда, још у: Француској, Будимпешти, Прагу и Буенос Ајресу.

## Филмографија
| Год.         | Назив                                                   | Улога                 |
| ------------ | ------------------------------------------------------- | --------------------- |
| 1980.е       |                                                         |                       |
| 1988.        | Дечји бич (ТВ)                                          | Вида                  |
| 1988.        | Сентиментална прича (ТВ)                                | Маријана              |
| 1988.        | Ванбрачна путовања                                      | Анабела               |
| 1988.        | Браћа по матери                                         |                       |
| 1989.        | Најбољи                                                 | Мејра                 |
| 1990.е       |                                                         |                       |
| 1990.        | Под жрвњем (ТВ)                                         | Стана Савић, ћерка    |
| 1990.        | Свето место                                             | Катарина Жупански     |
| 1991.        | Велика мала матура (ТВ)                                 |                       |
| 1991.        | Географски подсетник (серија)                           | Водитељка             |
| 1991.        | Путописи (серија)                                       | Путописац             |
| 1991.        | Косовски бој (серија)                                   | Кнегиња Милица        |
| 1991.        | Брачна путовања                                         | Анабела               |
| 1991.        | Брод плови за Шангај (ТВ)                               | Маргита               |
| 1992.        | Коју игру играш (ТВ)                                    | Анабела               |
| 1992.        | Загреб - Београд преко Сарајева (ТВ)                    | Дама                  |
| 1992.        | Проклета је Америка                                     |                       |
| 1993.        | Корак до сна (серија)                                   | Глумица               |
| 1993.        | Прљави инспектор Срета (серија)                         |                       |
| 1993.        | Полицајац са Петловог брда (ТВ серија из 1993)          | Ирена                 |
| 1994.        | Два сата квалитетног програма (ТВ)                      | Маца                  |
| 1994.        | Биће боље                                               | Лола                  |
| 1994.        | Ни на небу ни на земљи                                  | Зоки                  |
| 1994.        | Полицајац са Петловог брда (ТВ серија из 1994) (серија) | Ирена                 |
| 1995.        | Свадбени марш (ТВ)                                      | Јелена Митровић       |
| 1997.        | Танго је тужна мисао која се плеше                      | Марјушка              |
| 2000.е       |                                                         |                       |
| 2000.        | Шешир без дна (серија)                                  | Вештица               |
| 2000.        | Сенке успомена                                          | Милошева жена         |
| 2001.        | Моја породица, приватизација и ја                       | Мајка Наталија        |
| 2002.        | Брег чежње (ТВ)                                         | Вера                  |
| 2003.        | Таксиста (кратки филм)                                  | Новинарка Дивна       |
| 2003.        | Неки нови клинци (серија)                               | Мис Пиги              |
| 2003.        | Чорба од певца (ТВ)                                     |                       |
| 2004.        | Стижу долари (серија)                                   | Јелена Љутић          |
| 2005-2006.   | Стижу долари 2 (серија)                                 | Јелена Љутић          |
| 2006.        | Клацкалица (серија)                                     |                       |
| 2007.        | Божићна печеница (ТВ)                                   | Ката Максић           |
| 2007.        | Два                                                     |                       |
| 2007.        | Позориште у кући (серија)                               | Архитекта Марковић    |
| 2008.        | Заустави време (серија)                                 | Марија                |
| 2008.        | Вратиће се роде (серија)                                |                       |
| 2008.        | Браћа Блум                                              | Фостерова мајка       |
| 2008.        | Заборављени умови Србије (серија)                       | Марија                |
| 2009.        | Рањени орао (серија)                                    | Зора Богдановић       |
| 2009.        | Најлепши посао на свету (ТВ)                            |                       |
| 2009.        | Заувек млад (ТВ серија)                                 | Посланикова жена      |
| 2010.е       |                                                         |                       |
| 2010.        | Грех њене мајке (серија)                                | Сара Анђелковић       |
| 2010.        | Најмилији (кратак филм)                                 |                       |
| 2010.        | Ма није он такав                                        | Маргита               |
| 2010.        | Тотално нови талас (серија)                             | Гоца                  |
| 2011.        | Непобедиво срце (серија)                                | Марсел Бесон          |
| 2011.        | Преградни зид                                           |                       |
| 2011.        | Село гори а баба се чешља                               | Анестезиолог          |
| 2011 - 2013. | Ружа вјетрова (серија)                                  | Сузана Матошић        |
| 2011.        | Цват липе на Балкану                                    | Меланија Божовић      |
| 2012.        | Принудно слетање (ТВ)                                   | Кристина              |
| 2017 - 2019. | Синђелићи                                               | Добрила Лила Синђелић |
| 2019.        | Швиндлери (серија)                                      | Соколија              |
| 2020.е       |                                                         |                       |
| 2021.        | Калкански кругови (серија)                              | Биља                  |
| 2022.        | Шетња с лавом                                           | Радмила Лазаревић     |
| 2022.        | Радио Милева                                            | Дуда Рагуж            |
| 2024.        | Ургентни центар                                         | Олга Кос              |